# Ardeadoris electra
Espèce
Ardeadoris electra est une espèce de mollusques nudibranches de la famille des Chromodorididae et du genre Ardeadoris.

## Répartition
Cette espèce se rencontre dans le bassin Indo-Pacifique. Elle est notamment présente en Australie, en Nouvelle-Calédonie, à Taïwan et au Japon (archipel d'Ogasawara).

## Description

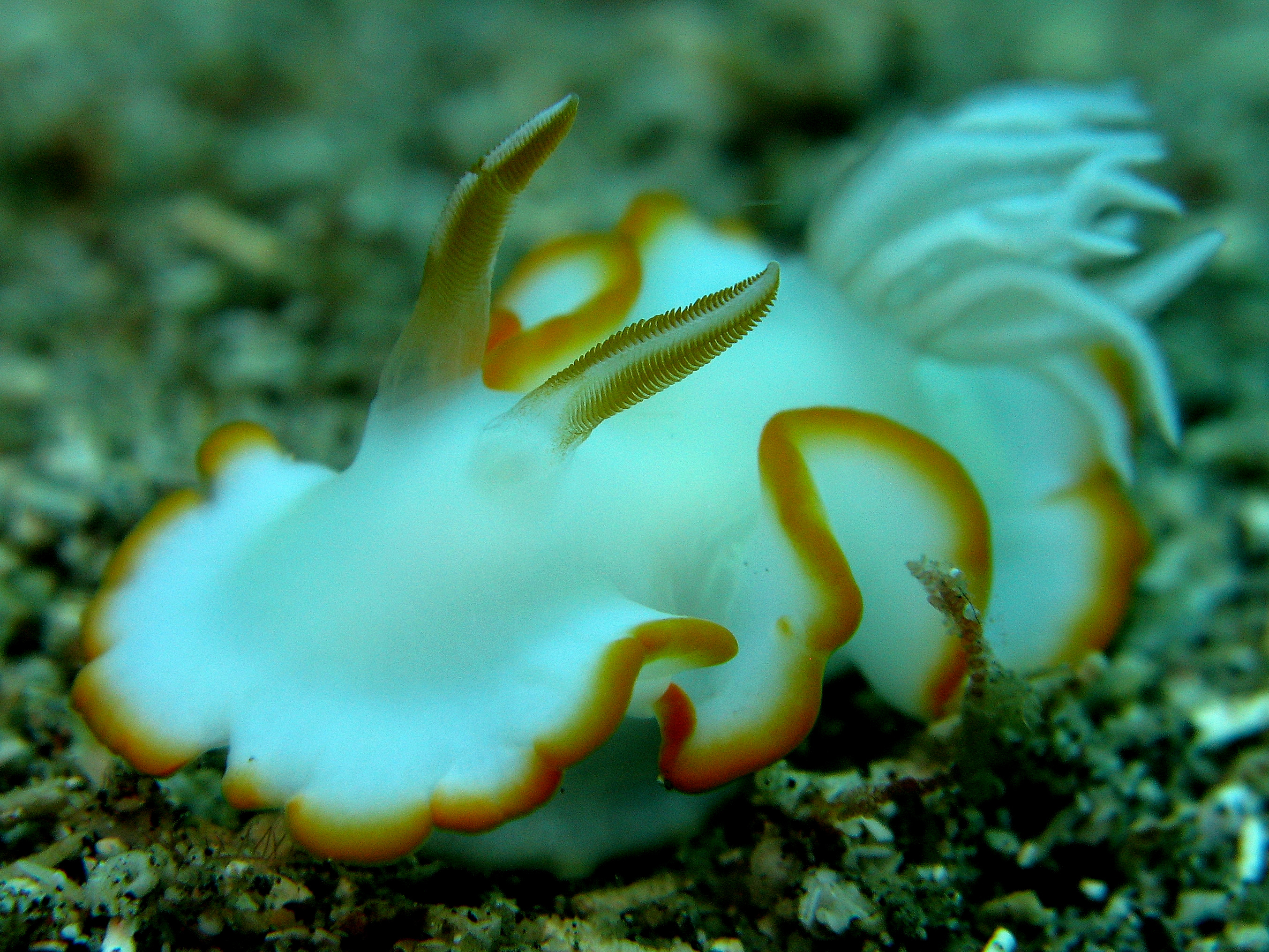
Ardeadoris electra

Le manteau est translucide et apparaît blanc jaunâtre pâle sur la jupe du manteau et blanc opaque dans la région médiane au-dessus des viscères. Une large bande marginale blanche opaque est également présente. Juste au bord du manteau, au-dessus de la moitié extérieure de la bande blanche, se trouve une large bande jaune vif. Les branchies, vibratiles, sont disposées en arc de cercle autour de la papille anale. Bien que relativement peu nombreuses elles forment des spirales de chaque côté vers l'arrière et présentent une section sub-quadrangulaire. Les rhinophores et les branchies sont brunâtres translucides et les rhinophores présentent une ligne blanche sur les faces antérieure et postérieure.

## Éthologie
Cette espèce présente des branchies vibratiles usuellement rencontrées chez le genre Glossodoris.

## Publication originale
- Rudman, W. B. 1990. The Chromodorididae (Opisthobranchia: Mollusca) of the Indo-West Pacific: further species of Glossodoris, Thorunna and the Chromodoris aureomarginata colour group. Zoological Journal of the Linnean Society, 100: 263-326 [281].

## Taxonomie
Cette espèce a été nommée par le zoologiste William B. Rudman en 1990 sous le protonyme Glossodoris electra et transférée dans le genre Ardeadoris.
L'épithète spécifique electra a été choisi en référence à Chelidonura electra, un bel Opisthobranchia blanc de la famille des Aglajidae avec une bordure jaune vif, qui a été retrouvé lors des deux expéditions où Glossodoris electra a été collectée.

## Espèce similaire
Ardeadoris electra est de forme similaire à Ardeadoris averni mais elle en diffère par la couleur du bord du manteau, rouge vif ou orange chez Ardeadoris averni et jaune vif chez Ardeadoris electra. Ardeadoris averni se distingue également par une bordure colorée au pied qui est absente chez Ardeadoris electra. Des différences caractéristiques entre ces deux espèces peuvent être trouvées dans la morphologie radulaire. Chez Ardeadoris averni, les denticules de chaque dent sont plus pointus et généralement plus nombreux et sur toutes les dents, la cuspide est séparée et généralement nettement plus grande que les denticules qui les bordent. Ces caractéristiques sont assez différentes de celles de Ardeadoris electra où les denticules et la cuspide ne se distinguent pas par leur forme ni par leur taille. Dans la denture externe de Ardeadoris electra, les denticules sont disposés autour de l'extrémité de la dent, tandis que chez Ardeadoris averni, ils se trouvent toujours à l'extérieur de la dent.